# Видобуток нафти

Список країн за видобутком нафти в 2016 р.
Видобуток нафти (англ. oil recovery) — певна кількість нафти, видобутої з надр землі (як наслідок процесу видобування). Кількість безводної нафти (в тоннах), яка видобувною структурою здана споживачам і витрачена на власні потреби, з урахуванням фактичних (нормованих) технологічних втрат.

## Розрізняють
ВИДОБУТОК НАФТИ В БЕЗВОДНИЙ ПЕРІОД, (рос. добыча нефти в безводный период; англ. waterfree oil production period, waterfree oil production range; нім. Erdölgewinnung f in der wasserhaltigen Periode f) — кількість нафти, видобутої зі свердловини (або експлуатаційного об'єкта в цілому) до появи значної кількості води в продукції.
ВИДОБУТОК НАФТИ У ВОДНИЙ ПЕРІОД, (рос. добыча нефти в водный период; англ. water oil production period; нім. Erdölgewinnung f in der wasserhaltigen Periode f) — кількість нафти, видобутої зі свердловини (або експлуатаційного об'єкта в цілому) після появи води у видобувній продукції.